# Boliviaans voetbalelftal in 1985
Het Boliviaans voetbalelftal speelde in totaal tien officiële interlands in het jaar 1985, waaronder vier wedstrijden in de kwalificatiereeks voor het WK voetbal 1986 in Mexico. La Verde ("De Groenen") stond onder leiding van achtereenvolgens Carlos Rodríguez en Raúl Pino. De ploeg speelde eveneens een officieuze interland: op 3 februari in La Paz tegen de Duitse Democratische Republiek.

## Balans
| Wedstrijden | Wedstrijden | Wedstrijden | Wedstrijden | Doelpunten | Doelpunten | Doelpunten | Punten |
| Gespeeld    | Winst       | Gelijk      | Verlies     | Voor       | Tegen      | Saldo      | Punten |
| ----------- | ----------- | ----------- | ----------- | ---------- | ---------- | ---------- | ------ |
| 10          | 1           | 3           | 6           | 6          | 20         | –12        | 0.500  |

## Interlands
|                                                                |                                        |       |                                |                                                                                |
| 3 februari Vriendschappelijk Officieus duel «onderlinge duels» | Bolivia                                | 2 – 1 | Duitse Democratische Republiek | Estadio Hernando Siles, La Paz Toeschouwers: onbekend Scheidsrechter: onbekend |
| 3 februari Vriendschappelijk Officieus duel «onderlinge duels» | Víctor Hugo Antelo 7' Erwin Romero 32' |       | 89' Rainer Ernst               | Estadio Hernando Siles, La Paz Toeschouwers: onbekend Scheidsrechter: onbekend |

|                                                       |         |                   |         |                                                                              |
| 6 februari Vriendschappelijk № 155 «onderlinge duels» | Bolivia | 0 – 1             | Uruguay | Estadio Hernando Siles, La Paz Toeschouwers: 20.000 Scheidsrechter: onbekend |
| 6 februari Vriendschappelijk № 155 «onderlinge duels» |         | ??' Dario Pereira |         | Estadio Hernando Siles, La Paz Toeschouwers: 20.000 Scheidsrechter: onbekend |

|                                                        |                                                          |       |         |                                                                                |
| 17 februari Vriendschappelijk № 156 «onderlinge duels» | Peru                                                     | 3 – 0 | Bolivia | Estadio Nacional, Lima Toeschouwers: 21.000 Scheidsrechter: Enrique Labó (PER) |
| 17 februari Vriendschappelijk № 156 «onderlinge duels» | Franco Navarro 30' Franco Navarro 44' Franco Navarro 70' |       |         | Estadio Nacional, Lima Toeschouwers: 21.000 Scheidsrechter: Enrique Labó (PER) |

|                                                        |                                                            |       |         |                                   |
| 21 februari Vriendschappelijk № 157 «onderlinge duels» | Ecuador                                                    | 3 – 0 | Bolivia | Estadio Olímpico Atahualpa, Quito |
| 21 februari Vriendschappelijk № 157 «onderlinge duels» | Hermen Benítez ??' Hans Maldonado ??' José Villafuerte ??' |       |         | Estadio Olímpico Atahualpa, Quito |

|                                                        |                                                                                           |       |         |                                                                                     |
| 24 februari Vriendschappelijk № 158 «onderlinge duels» | Venezuela                                                                                 | 5 – 0 | Bolivia | Estadio Olímpico, Caracas Toeschouwers: 4.000 Scheidsrechter: Bernardo Corujo (VEN) |
| 24 februari Vriendschappelijk № 158 «onderlinge duels» | Antonio Torres ??' Pedro Febles ??' Pedro Febles ??' Douglas Cedeño ??' Bernardo Añor ??' |       |         | Estadio Olímpico, Caracas Toeschouwers: 4.000 Scheidsrechter: Bernardo Corujo (VEN) |

|                                                     |                                                                                        |       |                   |                                                                                              |
| 21 april Vriendschappelijk № 159 «onderlinge duels» | Bolivia                                                                                | 4 – 1 | Venezuela         | Estadio Ramón Tahuichi, Santa Cruz Toeschouwers: 19.000 Scheidsrechter: Luis Barrancos (BOL) |
| 21 april Vriendschappelijk № 159 «onderlinge duels» | Victor Hugo Antelo 2' Erwin Romero 5' (pen.) Erwin Romero 44' (pen.) Roly Paniagua 50' |       | 56' Bernardo Añor | Estadio Ramón Tahuichi, Santa Cruz Toeschouwers: 19.000 Scheidsrechter: Luis Barrancos (BOL) |

|                                                  |         |       |      |                                                                                               |
| 1 mei Vriendschappelijk № 160 «onderlinge duels» | Bolivia | 0 – 0 | Peru | Estadio Ramón Tahuichi, Santa Cruz Toeschouwers: 20.000 Scheidsrechter: Jorge Antequera (BOL) |
| 1 mei Vriendschappelijk № 160 «onderlinge duels» |         |       |      | Estadio Ramón Tahuichi, Santa Cruz Toeschouwers: 20.000 Scheidsrechter: Jorge Antequera (BOL) |

|                                                 |                 |       |                       |                                                                                            |
| 26 mei WK-kwalificatie № 161 «onderlinge duels» | Bolivia         | 1 – 1 | Paraguay              | Estadio Ramón Tahuichi, Santa Cruz Toeschouwers: 16.753 Scheidsrechter: Elias Jacomé (ECU) |
| 26 mei WK-kwalificatie № 161 «onderlinge duels» | Silvio Rojas 9' |       | 82' Jorge Amado Nunes | Estadio Ramón Tahuichi, Santa Cruz Toeschouwers: 16.753 Scheidsrechter: Elias Jacomé (ECU) |

|                                                 |         |                                                    |          |                                                                                            |
| 2 juni WK-kwalificatie № 162 «onderlinge duels» | Bolivia | 0 – 2                                              | Brazilië | Estadio Ramón Tahuichi, Santa Cruz Toeschouwers: 24.172 Scheidsrechter: Jorge Romero (ARG) |
| 2 juni WK-kwalificatie № 162 «onderlinge duels» |         | 55' Walter Casagrande 59' (e.d.) Miguel Ángel Noro |          | Estadio Ramón Tahuichi, Santa Cruz Toeschouwers: 24.172 Scheidsrechter: Jorge Romero (ARG) |

|                                                 |                                                              |       |         | |
| 9 juni WK-kwalificatie № 163 «onderlinge duels» | Paraguay                                                     | 3 – 0 | Bolivia | Estadio Defensores del Chaco, Asunción Toeschouwers: 25.547 Scheidsrechter: Gilberto Aristizábal (COL) |
| 9 juni WK-kwalificatie № 163 «onderlinge duels» | Alfredo Mendoza 18' Justo Jacquet 35' Julio César Romero 48' |       |         | Estadio Defensores del Chaco, Asunción Toeschouwers: 25.547 Scheidsrechter: Gilberto Aristizábal (COL) |

|                                                  |            |       |                         |                                                                                       |
| 30 juni WK-kwalificatie № 164 «onderlinge duels» | Brazilië   | 1 – 1 | Bolivia                 | Estádio do Morumbi, São Paulo Toeschouwers: 90.709 Scheidsrechter: Enrique Labó (PER) |
| 30 juni WK-kwalificatie № 164 «onderlinge duels» | Careca 19' |       | 75' Juan Carlos Sánchez | Estádio do Morumbi, São Paulo Toeschouwers: 90.709 Scheidsrechter: Enrique Labó (PER) |

## Statistieken
| Luis Galarza          | 1950-12-26 | The Strongest     | 6  | 0 | 0 | 7  | 0 |
| Hebert Hoyos          | 1956-04-29 | Club Destroyers   | 4  | 0 | 0 | 15 | 0 |
| Verdediging           |            |                   |    |   |   |    |   |
| Marco Antonio Herrera | 1959-05-09 | The Strongest     | 7  | 1 | 0 | 8  | 0 |
| Roberto Pérez         | 1960-04-17 | Club Bolívar      | 7  | 0 | 0 | 11 | 0 |
| Rolando Coimbra       | 1960-02-25 | Club Blooming     | 6  | 0 | 0 | 11 | 0 |
| Miguel Ángel Noro     | 1961-08-22 | Club Blooming     | 5  | 1 | 0 | 6  | 0 |
| Eduardo Villegas      | 1964-03-29 | Club Petrolero    | 4  | 1 | 0 | 5  | 0 |
| Edgar Vaca            | 1956-05-02 | Guabirá           | 4  | 0 | 0 | 30 | 0 |
| Marciano Saldías      | 1966-04-25 | Oriente Petrolero | 3  | 1 | 0 | 4  | 0 |
| Wilson Ávila          | 1960-04-19 | Oriente Petrolero | 3  | 0 | 0 |    |   |
| Erwin Espinoza        | 1954-02-27 | Oriente Petrolero | 1  | 0 | 0 |    |   |
| Middenveld            |            |                   |    |   |   |    |   |
| Erwin Romero          | 1957-07-27 | Real Santa Cruz   | 10 | 0 | 2 | 45 | 5 |
| Edgar Castillo        | 1957-04-17 | Club Blooming     | 7  | 0 | 0 | 10 | 0 |
| José Milton Melgar    | 1959-09-20 | Boca Juniors      | 6  | 0 | 0 | 17 | 1 |
| Carlos Borja          | 1956-12-25 | Club Bolívar      | 5  | 3 | 0 |    |   |
| Óscar Ramírez         | 1961-07-29 | Oriente Petrolero | 4  | 1 | 0 |    |   |
| David Paniagua        | 1959-04-30 | Club Blooming     | 2  | 2 | 0 | 16 | 1 |
| Mario Pinedo          | 1964-01-09 | Club Destroyers   | 2  | 1 | 0 | 3  | 0 |
| Augusto Guillén       | 1965-10-12 | Club Petrolero    | 1  | 2 | 0 |    |   |
| Reynaldo Zambrana     | 1957-07-20 | The Strongest     | 1  | 1 | 0 | 3  | 0 |
| Erwin Céspedes        | 1958-09-11 | Club Bolívar      | 1  | 0 | 0 | 1  | 0 |
| Aanval                |            |                   |    |   |   |    |   |
| Silvio Rojas          | 1959-11-03 | Club Blooming     | 6  | 0 | 1 | 23 | 5 |
| Roly Paniagua         | 1966-11-14 | Club Blooming     | 5  | 1 | 1 | 6  | 1 |
| Juan Carlos Sánchez   | 1956-09-01 | Club Blooming     | 4  | 1 | 1 | 5  | 1 |
| Víctor Hugo Antelo    | 1964-11-02 | Oriente Petrolero | 5  | 0 | 1 | 5  | 1 |
| Fernando Salinas      | 1960-05-18 | Club Bolívar      | 1  | 1 | 0 |    |   |
| Eliseo Ayaviri        | 1957-02-05 | The Strongest     | 0  | 1 | 0 |    |   |

FBF · A-internationals · Selecties · Bondscoaches · Statistieken · Boliviaans vrouwenelftal · Olympisch elftal · Bolivia U21 · Bolivia U20 · Bolivia U19 · Bolivia U18 · Bolivia U17
1926–1949 · 
1950–1959 · 
1960–1969 · 
1970–1979 · 
1980–1989 · 
1990–1999 · 
2000–2009 · 
2010–2019 ·
2020−2029
CC 1999
WK 1930 · 
WK 1950 · 
WK 1994
1926 · 
1927 · 
1927 · 1928 · 1929 · 
1930 · 
1931 · 1932 · 1933 · 1934 · 1935 · 1936 · 1937 · 
1938 · 
1939 · 1940 · 1941 · 1942 · 1943 · 1944 · 
1945 · 
1946 · 
1947 · 
1948 · 
1949 · 
1950 · 
1951 · 1952 · 
1953 · 
1954 · 1955 · 1956 · 
1957 · 
1958 · 
1959 · 
1960 · 
1961 · 
1962 · 
1963 · 
1964 · 
1965 · 
1966 · 
1967 · 
1968 · 
1969 · 
1970 · 
1971 · 
1972 · 
1973 · 
1974 · 
1975 · 
1976 · 
1977 · 
1978 · 
1979 · 
1980 · 
1981 · 
1982 · 
1983 · 
1984 · 
1985 · 
1986 · 
1987 · 
1988 · 
1989 · 
1990 · 
1991 · 
1992 · 
1993 · 
1994 · 
1995 · 
1996 · 
1997 · 
1998 · 
1999 · 
2000 · 
2001 · 
2002 · 
2003 · 
2004 · 
2005 · 
2006 · 
2007 · 
2008 · 
2009 · 
2010 ·
2011 · 
2012 · 
2013 · 
2014 · 
2015 · 
2016 ·
2017 ·
2018 ·
2019 ·
2020 ·
2021 ·
2022 ·
2023 ·
2024
Algerije ·
Andorra ·
Argentinië ·
Brazilië ·
Bulgarije · 
Chili ·
Colombia ·
Costa Rica ·
Cuba ·
Curaçao ·
DDR ·
Duitsland ·
Ecuador ·
Egypte ·
El Salvador ·
Finland ·
Frankrijk ·
Griekenland ·
Guatemala ·
Guyana ·
Haïti ·
Honduras ·
Hongarije ·
Ierland ·
IJsland ·
Irak ·
Iran ·
Jamaica ·
Japan ·
Joegoslavië ·
Kameroen ·
Letland ·
Mexico ·
Myanmar ·
Nicaragua ·
Noord-Korea ·
Oezbekistan ·
Panama ·
Paraguay ·
Peru ·
Polen ·
Portugal ·
Roemenië ·
Rusland ·
Saoedi-Arabië ·
Senegal ·
Servië ·
Slowakije ·
Spanje ·
Trinidad en Tobago ·
Tsjecho-Slowakije ·
Uruguay ·
Venezuela ·
Verenigde Arabische Emiraten ·
Verenigde Staten ·
Zuid-Afrika ·
Zuid-Korea ·
Zwitserland